# Воздушный классификатор

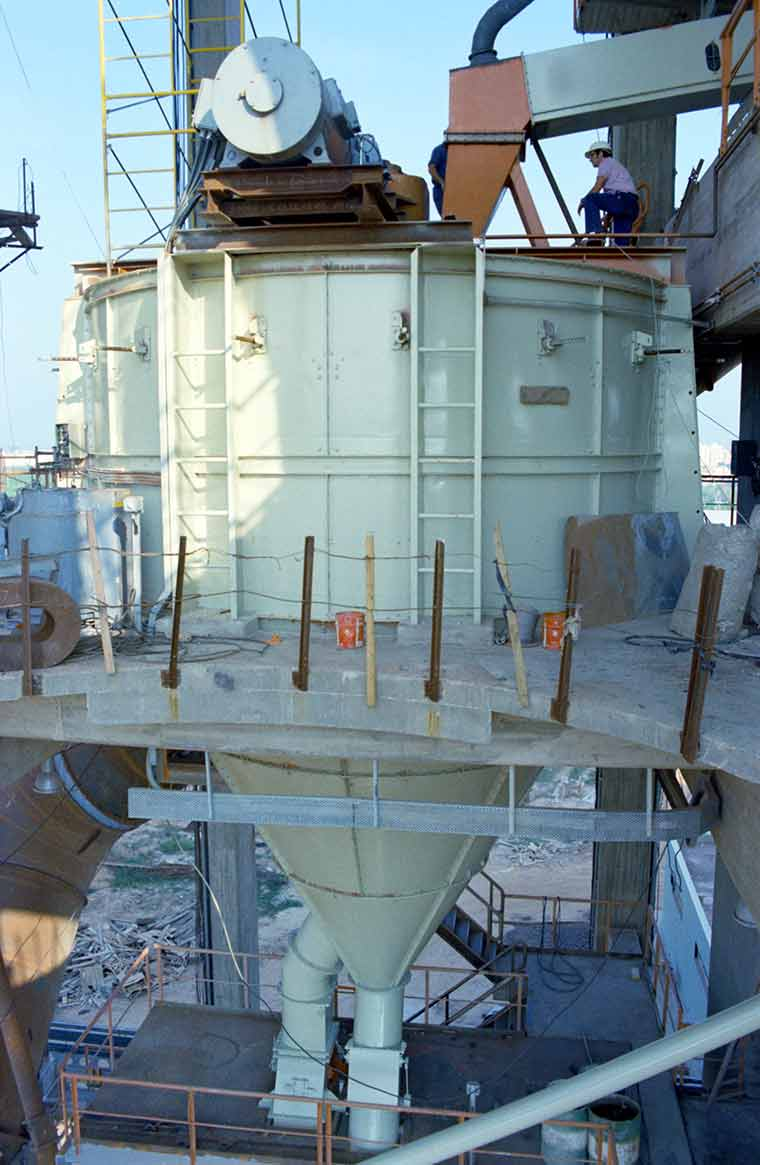
Воздушный классификатор

Возду́шный классифика́тор представляет собой агрегат для проведения классификации частиц материала в воздушной среде. Частицы в воздушных классификаторах разделяются по совокупности размера, формы и плотности.

## Принцип действия
Принцип его работы основан на подаче потока сортируемого материала в камеру с поднимающейся струей воздуха. В сортировочной камере напор воздуха образует подъёмную силу, противостоящую силе гравитации и поднимающую сортируемые частицы в воздух. Так как напор воздуха и размер и форма частиц взаимосвязаны, частицы в столбе поднимающегося воздуха отсортировываются вертикально и таким образом могут быть отделены.

## Применение
Воздушные классификаторы широко используются в производственных процессах, когда необходимо быстро и эффективно отделять большие объёмы смешанных материалов, имеющих разные физические характеристики. Воздушные классификаторы эффективны при работе с цементом, для контроля загрязнения воздуха, при обработке продуктов, в производстве красителей, фармацевтике, косметической и химической промышленности.
Одним из примеров использования воздушных классификаторов является их использование в центрах вторичной переработки, когда перед самой обработкой необходимо отсортировать разные типы металла, бумаги и пластика, смешанные воедино.

## Типы воздушных классификаторов
- Центробежный
- Каскадно-гравитационный